# Are You Being Served?
Are You Being Served? is een Britse komische serie die geproduceerd werd tussen 1972 en 1985. In Nederland en Vlaanderen is deze serie bekend onder de titel Wordt u al geholpen?. In Nederland werd de eerste aflevering op 21 juni 1974 uitgezonden door de TROS en in 2013 en 2014 werd een aantal seizoenen uitgezonden door NostalgieNet, en daarna na een naamswijziging van deze zender door ONS. 
De serie is geschreven door David Croft en Jeremy Lloyd. Lloyd werd geïnspireerd  door het warenhuis waar hij enige tijd werkte.
De serie speelt zich af op de afdeling dames- en herenkleding van het fictieve Londense warenhuis Grace Brothers. Ze steekt op subtiele wijze de draak met de Britse klassenmaatschappij. Er heerst een afgebakende hiërarchie (directeur - afdelingshoofd - verkoopchef - seniorverkopers - juniorverkopers - conciërge - huishoudelijke dienst), waarbij de personages zich vaak stroperig opstellen naar hun meerderen en hun ondergeschikten schofferen.
In 1980 en 1981 werd in Australië een nagespeelde versie van Are You Being Served? uitgezonden. John Inman speelde als enige van de Engelse cast ook in de Australische versie. Hij speelde wederom de rol van Mr. Humphries. De serie werd twee seizoenen uitgezonden. In 1992 volgde er een spin-off waarin enkele ex-werknemers van het warenhuis een pension runden onder de titel Grace & Favour.
Na het overlijden van Frank Thornton ("Captain Peacock"), 16 maart 2013, was de acteur Nicholas Smith de enige nog in leven zijnde oorspronkelijke acteur die in de serie meespeelde. Hij overleed op 6 december 2015. Sindsdien was alleen Mike Berry (Mr. Spooner) nog in leven. Hij overleed op 11 april 2025.

## Personages

### Overzicht
| Personeel Grace Brothers | Personeel Grace Brothers                                                                              | Personeel Grace Brothers                |
| ------------------------ | --- | --------------------------------------- |
| Directeur                | Young Mr. Grace (1-8) Old Mr. Grace (8)                                                               | Young Mr. Grace (1-8) Old Mr. Grace (8) |
| Adjunct-directeur        | Mr. Rumbold                                                                                           | Mr. Rumbold                             |
| Hoofd-technicus          | Mr. Mash (1-3) Mr. Harman (4-10)                                                                      | Mr. Mash (1-3) Mr. Harman (4-10)        |
|                          | Herenkledij                                                                                           | Dameskledij                             |
| Afdelingschef            | Captain Peacock                                                                                       | Captain Peacock                         |
| Hoofd verkoop            | Mr. Grainger (1-5) Mr. Tebbs (6) Mr. Goldberg (7) Mr. Grossman (8) Mr. Klein (8) Mr. Humphries (9-10) | Mrs. Slocombe                           |
| Junior verkoop           | Mr. Humphries (1-8) Mr. Lucas (1-7) Mr. Spooner (8-10)                                                | Miss Brahms                             |

### Rollen
| Acteur           | Personage                            | Omschrijving |
| ---------------- | ------------------------------------ | --- |
| Arthur Brough    | Mr. Ernest Grainger                  | Hoofd verkoop: Mr. Grainger is al over de zeventig en valt om de haverklap in slaap. Bovendien heeft hij, toen hij nog op Badkameronderdelen werkzaam was, een meisje van de fourniturenafdeling zwanger gemaakt. Bij de minste opwinding of spanning heeft hij snel een glas water nodig, vaak aangereikt door Mr. Lucas. Hij is te zien tot seizoen 5. |
| John Inman       | Mr. Wilberforce Claybourne Humphries | Junior verkoper / Hoofd verkoop: De nichterige Mr. Humphries beleeft allerlei doldwaze avonturen, hij gaat bij voorkeur naar feestjes waarbij men verkleed moet komen en is dol op het meten van binnenkant-benen bij heren. Wanneer hij onder diensttijd de telefoon opneemt, zegt hij met een donkerbruine mannenstem: Men's wear. Zijn favoriete zinsnede is: I'm free. Zijn homoseksualiteit wordt nooit met zoveel woorden genoemd: zij blijft subtekst. |
| Trevor Bannister | Mr. Dick 'James' Lucas               | Mr. Lucas verkoopt vrijwel nooit iets, maar probeert -zonder al te veel succes- allerlei dames te versieren. Daarnaast beledigt hij ook vaak Mrs. Slocombe en Captain Peacock. Hij is te zien tot seizoen 7. |
| Mollie Sugden    | Mrs. Betty Slocombe                  | Hoofd verkoop: Mrs. Slocombe houdt van een drankje en is dan ook weleens boven haar theewater. Ook houdt ze erg van haar poesje, dat ze Tiddles noemt. Over dit poesje maakt ze allerlei dubbelzinnige opmerkingen, die voor de nodige hilariteit zorgen. Ook verdraait ze allerlei woorden en spreekwoorden. Ze heeft in elke aflevering de haren weer in een andere felle kleur geverfd. In seizoen 10 werd ze vanwege haar leeftijd gedegradeerd tot poetsvrouw, maar uiteindelijk kreeg ze haar oude job terug.                                                           |
| Wendy Richard    | Miss Shirley Brahms                  | Junior verkoopster: Miss Brahms spreekt erg plat en moet de mannen van zich af zien te houden, vooral Captain Peacock en Mr. Lucas. Ze woont in een vrijstaand huis, al komt dat volgens het hoofd technische dienst alleen omdat alle huizen eromheen al gesloopt zijn. |
| Frank Thornton   | Captain Stephen Peacock              | Afdelingschef verkoop: Een oud-militair, erg gesteld op zijn titel Captain. Hij wordt echter geregeld door zijn hooghartige gedrag voor gek gezet door de overige medewerkers. Zo laten onder andere Mr. Mash, Mr. Harman, Mr. Lucas en Mrs. Slocombe duidelijk blijken zijn manier van doen niet op prijs te stellen. Het feit dat hij als "floorwalker" eigenlijk niets te doen heeft, zorgt voor jaloezie. |
| Nicholas Smith   | Mr. Cuthbert 'Jug Ears' Rumbold      | Mr. Rumbold laat voortdurend ideeën bedenken om de verkoop te verbeteren. Bij problemen begrijpt hij nooit wat er speelt en geeft er altijd zijn eigen draai aan. Hij heeft een kaal hoofd en enorme flaporen. |
| Harold Bennett   | Young Mr. Grace                      | Henry Grace jr. erfde in 1926 het warenhuis Grace Brothers van zijn oudoom. Hij is een stokoude directeur, over de tachtig, die de ideeën van Mr. Rumbold steevast afkraakt en zich omringt met mooie secretaresses en verpleegsters. De functie-eisen van secretaresses behelzen niet typevaardigheid of accuratesse, maar de maten van de dames in kwestie. Hij krijgt geregeld last van zijn hart, als de dames, vaak luchtig gekleed, in een gewaagde pose terechtkomen. In de eerste aflevering van seizoen 8 besluit hij de fakkel door te geven aan zijn oudere broer. |
| Larry Martyn     | Mr. Mash                             | Mash is een oud-militair die grof is en voortdurend Captain Peacock beledigt. Hij is te zien tot seizoen 3. |
| Arthur English   | Mr. Beverley Harman                  | Net zoals zijn voorganger Mash mag ook Harman Captain Peacock graag beledigen, maar op een meer subtiele, niet minder efficiënte manier. Een bekende uitspraak van Harman tegen Peacock is: "U lacht. Dat is uw hoofd niet gewend, u heeft nu drie weken last van kramp in uw kaken". Hij zingt altijd het liedje Going around the world and looking for the sunshine. |

### Nieuwkomers
In 1978 overleed Arthur Brough, de vertolker van Mr. Grainger. Hij werd in 1978 vervangen door James Hayter, die het nieuwe hoofd verkoop Mr. Percival Tebbs één seizoen speelde. Daarna werd de rol van hoofd verkoop van de mannenafdeling achtereenvolgens nog gespeeld door Alfie Bass (Mr. Harry Goldberg), Milo Sperber (Mr. Grossman) en Benny Lee (Mr. Abraham Klein), waarna in 1983 Mr. Humphries het nieuwe hoofd verkoop werd en de mannenafdeling met twee medewerkers verderging.
Het seizoen 1979 was het laatste seizoen waarin Trevor Bannister en Harold Bennett meespeelden. Hun rollen als Mr. Lucas en Mr. Grace Jr. werden overgenomen door respectievelijk Mike Berry (als Mr. Bert Spooner, tot het eind van de serie) en Kenneth Waller (als Mr. Grace Sr.) Waller speelde alleen in het seizoen 1981 mee, daarna kwam er geen Mr. Grace meer voor in de serie, al speelde Mr. Rumbold af en toe nog wel dialogen waarin er een - niet zicht- of hoorbare - Mr. Grace aan de telefoon hing.

## Afleveringen
Van Wordt u al geholpen? werden 69 afleveringen uitgezonden door de BBC. In Nederland is de serie later uitgezonden door de TROS. TV 10 Gold heeft de serie in de jaren negentig diverse malen herhaald en de afgelopen jaren heeft RTL 5 de serie enkele keren uitgezonden. Sinds een tijdje wordt het programma ook uitgezonden door RTL 4 en door NostalgieNet. In 2017 is de serie te zien op NPO Best.
1972:
Proefaflevering (1972) - De dames-en herenafdeling worden samengevoegd.
Seizoen 1 (1973)
- Dear Sexy Knickers - Mr. Lucas probeert Miss Brahms te versieren.
- Our Figures Are Slipping - Het gaat slecht met de verkoop en Mr. Rumbold zal een demonstratie geven.
- Camping In - De personeelsleden kunnen wegens een staking bij het openbaar vervoer niet naar huis en blijven op de afdeling slapen.
- His and Hers - Mr. Grainger en Mrs. Slocombe moeten de middenruimte opgeven, omdat er iemand (Joanna Lumley) parfum komt verkopen.
- Diamonds are a Man's best friend - Een rijke klant verliest een diamant van haar diamanten halsketting en looft een beloning uit voor de vinder.

Seizoen 2 (1974)
- The Clock - Mr. Grainger wordt 65 jaar en de vraag is of hij mag blijven of met pensioen wordt gestuurd.
- Cold Comfort - Door de oliecrisis gaan de kachels op maandag uit.
- The Think Tank - Het gaat slecht met de verkoop en er wordt een bijeenkomst georganiseerd om ideeën te bedenken om de verkoop omhoog te krikken.
- Big Brother - Vanwege het toenemende aantal winkeldiefstallen worden er camera's in de winkel geïnstalleerd.
- Hoorah for the Holidays - Grace Brothers wordt verbouwd en de personeelsleden moeten op een ander tijdstip op vakantie.

Seizoen 3 (1975)
- The Hand of Fate - Mr. Theobald trekt zich terug uit de raad van commissarissen en iedereen wil daardoor promotie maken.
- Coffee Morning - Mr. Grainger komt in de problemen wanneer hij te laat terugkeert van een koffiepauze.
- Up Captain Peacock - Kapitein Peacock is 20 jaar in dienst en krijgt, tot woede van Mr. Grainger, toegang tot het directie-toilet.
- Cold Store - Mr. Lucas probeert op allerlei manieren aan een vrije dag te komen, omdat hij thuis een vriendin heeft.
- Wedding Bells - Mr. Grace jr. kondigt aan opnieuw te gaan trouwen en de personeelsleden denken dat hij Mrs. Slocombe heeft uitgekozen.
- German Week - Er wordt besloten een week lang louter Duitse goederen te verkopen.
- Shoulder to Shoulder - Omdat de damesafdeling wordt verbouwd, moeten Mrs. Slocombe en Miss Brahms ook verkopen op de herenafdeling.
- New Look - Uit een vergadering na sluitingstijd komt het idee naar voren om aanbiedingen om te roepen via de intercom. De vraag is alleen: wiens stem is hiervoor het meest geschikt?
- Christmas Crackers - Het is kerst en het personeel verheugt zich op het kerstdiner.

Seizoen 4 (1976)
- No Sale - De winkel gaat een half uur eerder open en de personeelsleden zijn hier niet blij mee.
- Top Hat and Tails - Er wordt een danswedstrijd georganiseerd.
- Forward, Mr. Grainger - Wanneer Mr. Rumbold voor een maand naar Swansea moet voor een congres, wordt Mr. Grainger tijdelijk de manager.
- Fire Practice - Er wordt een brandweeroefening gehouden.
- Fifty Years On - Mrs. Slocombe is jarig en het personeel denkt dat ze 50 jaar wordt.
- Oh, What a Tangled Web - Het personeel denkt dat Kapitein Peacock een verhouding heeft met de secretaresse van Mr. Rumbold.
- The Father Christmas Affair - Mr. Grainger gaat optreden in het plaatselijke verzorgingshuis, hij moet alleen nog bedenken wat hij gaat doen.

Seizoen 5 (1977)
- Mrs. Slocombe Expects - Het personeel denkt dat Mrs. Slocombe in verwachting is.
- A Change is as Good as a Rest - Het personeel moet een week lang de speelgoedafdeling runnen.
- Founder's Day - Mr. Grace jr. wordt 80 jaar en het personeel moet een voorstelling geven voor hem.
- The Old Order Changes - Het personeel dient elkaar bij de voornaam aan te spreken en vrijetijdskleding te dragen.
- Take-Over - Grace Brothers dreigt te worden overgenomen door de firma Lally & Willets. Gelukkig heeft Mr. Grace jr. vijf plannetjes om dit te voorkomen.
- Goodbye Mr. Grainger - Het personeel vindt Mr. Grainger te chagrijnig, daarom moet hij ontslagen worden.
- It Pays to Advertise - Er wordt een reclamecampagne op touw gezet en de personeelsleden spelen zelf de hoofdrollen.

### Film
In 1977 werd er een film geproduceerd onder de titel Are You Being Served, die op 31 juli 1977 in première ging. De werknemers van Grace Brothers maken in de film een reisje naar Costa Plonka.
Seizoen 6 (1978)
- By Appointment - De kans bestaat dat koningin Elizabeth en prins Philip de winkel komen bezoeken.
- The Club - De personeelsleden krijgen toestemming van Mr. Grace jr. om een ruimte te gebruiken als gezelschapsruimte.
- Do You Take This Man? - Mrs. Slocombe gaat trouwen met de Griek Mr. Mataxis.
- Shedding the Load - Het gaat erg slecht met de verkoop en er moet een van de personeelsleden verdwijnen.
- A Bliss Girl - Er wordt parfum verkocht, maar het meisje van de firma dat dat zou verzorgen komt niet opdagen.
- Happy Returns - Mr. Grace jr. is jarig en het personeel studeert een toneelstuk voor hem in.

Seizoen 7 (1979)
- The Junior - Mr. Tebbs is vertrokken, Mr. Humphries en Mr. Lucas worden beiden bevorderd en daardoor moet er nieuwe jongste verkoper worden gevonden.
- Strong Stuff This Insurance - De personeelsleden worden medisch gekeurd.
- The Apartment - Mrs. Slocombe heeft krakers in haar nieuwe flat en mag van Mr. Grace jr. in de winkel blijven slapen.
- Mrs. Slocombe, Senior Person - Mr. Rumbold is ziek en Mrs. Slocombe vervangt hem.
- The Hero - Kapitein Peacock heeft last van een steenpuist en daagt Mr. Franco van de sportafdeling uit voor een bokswedstrijd.
- Anything You Can Do - Het personeel klaagt over de collega's in de keuken en gaan zelf de maaltijden verzorgen.
- The Agent - Naast zijn werk als hoofd verkoop probeert Mr. Goldberg iets bij te verdienen door collega's aan banen elders te helpen.
- The Punch and Judy Affair - Het personeel moet voor de andere afdeling een voorstelling geven, de keus valt op een poppenkastvoorstelling.

Seizoen 8 (1981)
- Is it Catching? - Mr. Humphries is getroffen door een zeldzaam virus.
- A Personal Problem - Als Mrs. Peacock wordt aangenomen als secretaresse van Mr. Rumbold zorgt dit voor de nodige geruchten
- Front Page Story - Mr. Humphries wordt hoofdredacteur van het personeelsblad.
- Sit Out - De afdelingen dreigen te worden verplaatst naar de kelder, hierop gaat het personeel op het dak in staking.
- Heir Apparent - Mr. Grace sr. vermoedt dat Mr. Humphries weleens zijn zoon zou kunnen zijn...
- Closed Circuit - Grace Brothers betreedt het videoscherm-tijdperk.
- The Erotic Dreams of Mrs. Slocombe - Mrs. Slocombe heeft erotische dromen over Mr. Humphries.
- Roots? - Het personeel probeert te achterhalen waar de roots liggen van Mr. Grace sr.

Seizoen 9 (1983)
- The Sweet Smell of Success - Mrs. Slocombe heeft haar eigen parfumlijn ontwikkeld.
- Conduct Unbecoming - Mr. Humphries wordt ervan verdacht een greep in de kassa te hebben gedaan.
- Memories are Made of This - Als Mrs. Slocombe wordt geraakt door een golfbal denkt ze dat ze een klein meisje is.
- Calling All Customers - Het personeel adverteert via de bakkies van vrachtwagenchauffeurs - met grote gevolgen...
- Monkey Business - Grace Brothers dreigt te worden overgenomen door Japanners.
- Lost and Found - De vermissing van haar kat wekt vreemde verlangens bij Mrs. Slocombe op.

Seizoen 10 (1985)
- Goodbye Mrs. Slocombe - Vanwege haar leeftijd wordt Mrs. Slocombe ontslagen. Ze blijft echter als schoonmaakster in dienst.
- Grounds for Divorce - Captain Peacock moet zich in allerlei bochten wringen om zijn huwelijk te redden.
- The Hold-Up - Het personeel wil koste wat kost de daders van een overval zelf pakken.
- Gambling Fever - De personeelsleden zetten hun bonussen in op een paardenrace.
- The Night Club - Grace Brothers wordt in de avonduren omgetoverd tot nachtclub.
- Friends and Neighbours - Het personeel mag de lege appartementen op de bovenste verdieping van de winkel betrekken.
- The Pop Star - Mr. Spooner dreigt door te breken als popster.

### Nederlandse optredens
De Engelse acteurs zijn ook meermaals in Nederland geweest om hun eigen rol te spelen voor speciale gelegenheden op televisie, die altijd van de TROS waren. In 1976 traden diverse castleden op met André van Duin, die als klant de winkel binnenkwam bij 10 voor de Tros. In 1985 presenteerde "Mr.Humphries" een quizshow. In 1994 waren er sollicitaties voor een nieuwe collega ter gelegenheid van de 30e verjaardag van de TROS.

## Trivia
- Are You Being Served werd ook als fragment gebruikt in De TV Kantine waar tevens Britt Dekker in voorkwam.